# Наступление Северного корпуса
Наступле́ние Се́верного ко́рпуса («Славное майское») — боевая операция весной — летом 1919 года во время Гражданской войны в России, в ходе которой Северный корпус Родзянко, при несущественной поддержке вооружённых сил Эстонии и военно-морского флота Великобритании, овладел Ямбургом и Псковом и пытался овладеть Петроградом. Операция закончилась контрнаступлением РККА, вынудившим белых отступить.
13 мая белогвардейцы, создав трёхкратный перевес сил в острие своего удара, прорвали под Нарвой фронт 7-й армии РККА и движением в обход Ямбурга принудили красных к отступлению.
15 мая белыми был взят Гдов, 17 мая — Ямбург, 25 мая РККА оставила Псков.
28 мая белые вышли на подступы к Гатчине, в начале июня — к Ропше, Ораниенбауму и форту «Красная Горка». Но взять их белым так и не удалось.
19 июня Северный корпус был переименован в Северную армию.
Красным пришлось перебросить резервы под Петроград, доведя численность своей группировки, действовавшей на Западном фронте до 40 тысяч штыков и сабель.
1 июля Северная армия была переименована в Северо-Западную армию.
1 августа красные перешли в контрнаступление. В ходе тяжёлых боев они овладели Ямбургом 5 августа и оттеснили части Северо-Западной армии за реку Лугу.
26 августа красные войска в результате упорных боёв овладели Псковом:238.

## Ситуация в Северо-Западном крае весной 1919 года
К весне 1919 года на северо-западе России сложилась неблагоприятная ситуация для большевистской власти. К этому моменту, после перехода эстонской и латвийской армий в контрнаступления, Красной армии пришлось оставить захваченные в ходе осенних и зимних боёв территории Эстонии и Латвии. Поражению Красной армии способствовала начавшая прибывать в регион после капитуляции Германии в «Великой войне» помощь Антанты, прежде всего Великобритании, вооружением, снаряжением и прямой военной силой. В Финском заливе находилась 1-я эскадра лёгких крейсеров ВМФ Великобритании, которая сковывала действия Красного Балтфлота:177.
Великобритания, будучи заинтересованной в расчленении и ослаблении России, проводила в регионе политику упрочения независимости молодых Прибалтийских государств. Поэтому, помогая вести антибольшевистскую борьбу, Великобритания, тем не менее, не спешила поставлять военные припасы тем антибольшевистским силам, от которых могла бы исходить угроза этим лимитрофным государствам. Поэтому к лету 1919 года русские белые формирования реальной помощи от Антанты всё ещё не получили, так как они не скрывали своих целей к восстановлению «Единой, великой и неделимой России»:584.
Во всём северо-западном регионе полыхали «кулацкие» и «дезертирские» восстания, недовольных продразвёрсткой и поголовной мобилизацией в Красную армию крестьян:177. К примеру, в июне 1919 года по трём губерниям Петроградского военного округа было учтено 7 728 дезертиров. Особенно выделялась Псковская губерния, восстания в которой носили перманентный характер. Восставшие выступали под лозунгами: «Долой войну, да здравствует свобода дезертиров и частная собственность, долой жидов и кровопийц-коммунистов!»:173.
Состояние красноармейских частей 7-й армии было удручающим из-за перебоев со снабжением и голода, неудач на фронте, недостаточного внимания со стороны центральных политорганов и измен командиров. Дезертирство было массовым явлением. Некоторые части в полном составе переходили на сторону белых:177.
Успех мелких партизанских набегов подразделений Северного корпуса на территорию Советской России из Эстонии в январе — апреле 1919 года подвинул белогвардейское командование взяться за разработку плана более крупного наступления. Также и общее состояние дел в Эстонии, где был расквартирован корпус, вынуждало пойти на такой шаг. По воспоминаниям бывшего петроградского присяжного поверенного, министра общественных работ Северо-Западного правительства Н. Н. Иванова:

К маю положение Северного корпуса стало таково, что необходимо было предпринять крупную операцию и успехами последней доказать целесообразность существования русских частей на счет Эстонии и боеспособность их. Боеспособность не раз отвергалась эстонским командованием, а эстонская пресса бесконечно трактовала русский корпус как реакционно-баронскую, исключительно противоэстонскую затею — левые газеты редко не призывали к разоружению.

### Положение Петрограда
1)	В Петрограде создаётся Комитет рабочей обороны, неограниченные полномочия которого распространяются на город и губернию (в состав комитета вошли: Г. Е. Зиновьев,  Б. П. Позерн, И. П. Бакаев, В. И. Зоф и один представитель от Петроградского губисполкома).

2)	В 2-дневный срок окружным военным комиссариатом  проводится мобилизация в городе и губернии всех рабочих, прошедших курс всеобуча.

3)	В городе всем домовым комитетам бедноты немедленно организовать постоянную суточную охрану зданий и не допускать проживания в них дезертиров, спекулянтов и пр. 

4)	Собрания, общественные места (театр, кино и проч.) закрываются не позднее 23 часов. 

5)	Имеющееся на руках у населения оружие и огнеприпасы в 2-дневный срок должны быть сданы в районные военные комиссариаты 

6)	Дезертирство, уклонение от отбывания воинской повинности, пособничество этому карается высшей мерой социальной защиты. 

7)	Виновные в распространении слухов, в ведении черносотенной агитации, в производстве бесцельной стрельбы на улицах и проч. подлежат суровым наказаниям.
Текст воспроизводится по Корнатовский Н. А. Борьба за Красный Петроград. — Москва: АСТ, 2004. — С. 188. — 606 с.
В самом Петрограде жители голодали и были затерроризированы советской властью. Численность населения города сократилась в три раза — до 722 тысяч — по сравнению с предреволюционным Многие командиры, принудительно призванные в РККА и РККФ, сочувствовали белому движению либо состояли в тайных контрреволюционных организациях.:215. В городе усиливалась антибольшевистская эсеровская пропаганда:214.
Город был объявлен «на военном положении» ещё 2 мая 1919 года, в связи с боевыми действиями между Красной армией и Олонецкой добровольческой армией в Восточной Карелии и слухами о возможном вступлении Финляндии в войну против Советской России. В городе был создан «Комитет рабочей обороны». Высшая власть в городе передавалась «чрезвычайным политическим тройкам», создаваемым в каждом районе города. Город был разбит на четыре «боевых участка», весь же город входил в «Район внутренней обороны г. Петрограда», начальником которого был назначен член реввоенсовета 7-й армии В. С. Шатов:187, 188.
К началу наступления Северного корпуса пролетарский Петроград был уже обескровлен мобилизациями на Южный и Восточный фронты гражданской войны и массовой отправкой зимой 1918 — 19 гг. голодающих питерских пролетариев «на корма» в Малороссию и на Дон. Но с конца мая, когда положение стало тревожным, до середины июня мобилизация рабочих и коммунистов дала Петроградскому военному округу около 15 000 новых штыков:185, 196. Для «Района внутренней обороны» создавались рабочие полки, в которые подлежали мобилизации все рабочие от 17 до 45 лет:200. К делу обороны дополнительно привлекали женщин, главным образом для несения милицейской службы:193. Из домовладельцев, фабрикантов, адвокатов и прочего чуждого элемента, общим числом около 3 000, были созданы рабочие бригады, отправленные на возведение укреплений вокруг города. Работали буржуи «вполне добросовестно и дезертиров у них почти не было»:206.
19 мая в Петроград прибыл И. В. Сталин, как представитель Реввоенсовета республики. Так как все события последних дней доказали, «что во всей прифронтовой полосе в каждом крупном городе широко развиты организации шпионажа, предательства, …устройства восстаний… убийств коммунистов…», то борьба с внутренней контрреволюцией вышла на первый план. В городе был подготовлен контрреволюционный заговор, руководимый «Национальным центром» и рядом иностранных послов. В начале июня был разработан план поквартальной проверки всего города, а 14 июня, после начала восстания на форте «Красная Горка», когда в руки ЧК попали некоторые из заговорщиков и стало ясно, что медлить уже нельзя, во всём городе началась «зачистка». Были произведены обыски французского, итальянского, британского, греческого, швейцарского, голландского, датского и ряда других посольств:219 — 220.
По сообщениям советских властей обыски доказали причастность посольств к контрреволюционному заговору — в помещении посольств было найдены документальные доказательства этому, а также много оружия, огнеприпасов, документов, сообщали даже об одной пушке в здании румынского посольства. Обыски буржуазных кварталов также принесли результат — было найдено 6 626 винтовок, 644 револьвера, несколько пулемётов, гранаты, множество патронов. Планы петроградских подпольщиков были сорваны, тыл был очищен, правда, не надолго:220.
В конце мая была создана «Эвакуационная комиссия», вырабатывающая план по эвакуации всего не используемого имущества, а при Комитете обороны Петрограда была создана «Техническая комиссия», в задачу которой входило составление планов и практическая «парализация» промышленности Петрограда, которую невозможно было эвакуировать. Обе комиссии не только составляли планы, но даже начали претворять их в жизнь, что говорило о неуверенности большевистского руководства в том, что им удастся отстоять Петроград:207 — 213.
После минования непосредственной опасности со стороны Северо-Западной армии в середине июля 1919 года, но видя опасность нового наступления белых при помощи иностранных держав, «Комитет рабочей обороны» Петрограда был расформирован, а вместо него образован Петроградский укреплённый район. Причиной такого переформирования послужила необходимость чёткой координации действий комитета обороны и реввоенсовета 7-й армии. Командование «укреплённым районом» передавалось 7-й армии, штаб которой перемещался из Новгорода в Петроград. Район создавался из самого Петрограда и его окрестностей, радиусом до 15-ти километров:221.

## Подготовка наступления
Инициаторами разработки плана выступили командир 2-й бригады корпуса генерал А. П. Родзянко и группа офицеров, недовольных безынициативностью в то время командующего корпусом полковника А. Ф. Дзерожинского. Непосредственной разработкой занимались генерал Родзянко, полковник Ветренко — командир одного из отрядов и поручик Видякин — начальник штаба 2-й бригады. Планировалось до начала общего наступления в тылы 7-й армии РККА заслать отряд, переодетый в красноармейскую форму, в задачу которому ставилось выполнение диверсий и занятие важных для наступления объектов. После прорыва советского фронта — взятие Гдова, форсирование рек Плюсса и Луга и окружение ямбургской группировки советских войск. Таким образом перерезалось Петроградское шоссе и железная дорога Ямбург — Гатчина. На суше наступление Северного корпуса должно было поддерживаться эстонской армией, на море — флотами Великобритании и Эстонии.
Несмотря на то, что некоторая часть руководителей белого движения в Эстонии и Финляндии считало необходимым форсированное выступление на Петроград, общий замысел А. П. Родзянко был другим. Первоначально планируя операцию, он намеревался лишь завладеть достаточным плацдармом на российской территории для более широких белых формирований и выйти из положения зависимости от Эстонии. Кроме этого, наступление в псковском направлении он считал более выгодным, чем прямое наступление на Петроград:

население Псковской и Новгородской губерний, по имевшимся сведениям, питало к нам больше симпатии и, наверное, принесло бы армии больше пользы, чем рабочие и потерявшие человеческий облик интеллигенты Петрограда
Наступление было решено начать в 4 часа утра 13 мая. Планы Родзянко были одобрены командиром корпуса Дзерожинским и получили поддержку главнокомандующего эстонскими войсками генерала И. Я. Лайдонера, поскольку тот, в свою очередь, считал, что прямое наступление на Петроград является вопросом больше политическим, чем стратегическим.

## Наступление Северного корпуса

### Силы и дислокация сторон

#### Войска Северного корпуса и Эстонская армия
Желая самостоятельно наступать на Псковском направлении:134 эстонское главнокомандование санкционировало переброску 2-й бригады Северного корпуса от Юрьевского района к Нарве, где уже была расположена 1-я бригада Северного корпуса. Таким образом, все силы Северного корпуса (за исключение одного батальона Талабского полка, который остался в месте прежней дислокации) к началу наступления были сосредоточены южнее Нарвы, а именно::118—119
— Сводный отряд имел своей задачей взятие Гдова и состоял из:
- Балтийского полка;
- Конного эскадрона Балтийского полка;
- Партизанский отряд им. С. Н. Булак-Балаховича;
- Конного полка им. С. Н. Булак-Балаховича;

— Отряд полковника Ветренко имел своей задачей занять переправы на р. Плюсса и состоял из:
- Волынского полка;
- Талабского полка;
- 2-х орудий;

— Отряд полковника графа И. К. Палена действовал в направление деревень Поля — Гавриловская и состоял из:
- Островский полк;
- Отряд полковника Бибикова;
- 2-х орудий;

— Отряд полковника Георга должен был овладеть ж. д. станцией Низы и состоял из:
- Офицерской роты;
- Ревельского полка;

— Партизанскому отряду поручика Данилова (примерно 250 бойцов) была поставлена задача до начала всеобщего наступления выйти в тыл расположения красных войск переодетыми в красноармейскую форму и занять ключевые транспортные развязки.
Общая численность русской вооруженной силы едва ли превышала 3 000 штыков и сабель, при том что общее количество едоков в Северном корпусе не превышало 5 500 человек. В корпусе было 6 орудий и 30 пулемётов:123.
1-я эстонская дивизия генерала Александера Тениссона, расположенная на побережье Финского залива севернее Нарвы. Из её состава планировалось высадить десант в количестве 4-х сот бойцов в Копорском заливе у пристани Пейпия для вспомогательного удара на дер. Котлы. Бо́льшими силами дивизия в боях участия не принимала, продвигаясь вслед за частями Северного корпуса, обеспечивая тылы в прибрежной зоне. Дойдя до р. Луги начала возводить на левом берегу реки оборонительные сооружения.
2-я эстонская дивизия полковника Виктора Пушкаря располагалась в районе Псковского озера и имела в своём составе до 4 000 бойцов.

#### РККА на Нарвском боевом участке
К моменту наступления Северного корпуса 7-я армия РККА, состоявшая из трёх дивизий общей численностью около 23 500 бойцов, имела протяженность фронта примерно в 600 километров, от Онежского до Чудского озера, который был разделен на три боевых участка (соответственно числу дивизий): на севере между Онежским и Ладожским озёрами — Междуозёрный участок; на перешейке между Ладожским озером и Финским заливом — Карельский участок и от Финского залива до г. Гдова — Нарвский.
Советское командование ожидало наступления со стороны Финляндии, и поскольку там уже велись бои с так называемой Олонецкой добровольческой армией, наибольшее внимание уделялось Карельскому и Междуозёрному участкам. Нарвский участок закрывался силами только одной 6-й стрелковой дивизией начдива Фреймана и 2-й и частями 3-й бригад 19-й стрелковой дивизии РККА. На общую протяженность фронта примерно в 100 километров красные располагали силами около 2 700 человек, при 12 лёгких и 6 тяжёлых орудиях:122.
Однако материальные и людские ресурсы красных были, конечно же, несравненно выше ресурсов белых. Так, например, численность едоков (действующая армия, мобилизованные и проходящие обучение, тыловые подразделения, отведённые на пополнение части и пр.) Петроградского военного округа в июне 1919 (к началу контрнаступления красных) составляла 192 529 человек, из них 86 879 едоков числились на нарвско-гдовском и псковском направлениях:122.

#### РККА на Псковско-Гдовском боевом участке
Южнее 7-й армии РККА фронт держали «Красная Эстонская дивизия», сформированная из этнических эстонцев, которой ставилась задача запланированного Красной армией весеннего наступления на Эстонию:122, и 15-я армия — бывшая «Армия Советской Латвии», суммарной численностью до 35 000 штыков и сабель.

### Боевые действия на лужском и ямбургском направлениях
В ночь с 12 на 13 мая отряд поручика Данилова, а также другие диверсионно-разведывательные отряды, скрытно перешли линию фронта. До начала общего наступления им удалось подорвать в нескольких местах полотно железной дороги Нарва — Гдов, этим ограничив манёвренность двух советских бронепоездов и возможность их отступления. Отряду Данилова, члены которого сняли знаки различия, под видом красноармейцев удалось провести ряд диверсий и занять село Попкова Гора, где находился штаб левого боевого участка 7-й армии РККА. В плен был захвачен начальник участка, бывший генерал-майор Русской императорской армии, а в тот момент начальник 3-й бригады 19-й дивизии РККА, А. П. Николаев. Он был доставлен в Ямбург, к тому времени занятый Северным корпусом, и там был судим военно-полевым судом, организованным полковником Бибиковым, назначенным комендантом Ямбурга. Приговор — смерть через повешение — был приведён в исполнение немедленно.
Основное наступление Северного корпуса началось согласно оперативному плану. Руководил наступлением лично А. П. Родзянко. Части Северного корпуса после форсирования реки Плюссы на левом участке 6-й дивизии РККА, не встречая сопротивления, быстрым темпом продвигались в тыл противника; полковник Ветренко с двумя полками форсированным маршем выдвинулся к переправам через реку Луга у сёл Сабск и Лычно и дальше в направлении железнодорожной станции Веймарн; к этой же станции и далее в направлении на Кили-Макли (северо-восточнее Ямбурга) со своими подразделениями выдвинулся полковник граф И. К. Пален; уже к 15 мая всё пространство между реками Плюсса и Луга было занято войсками Северного корпуса. Связь штаба 6-й дивизии РККА с подразделениями была нарушена, отступление деморализованных красных частей носило беспорядочный характер. Части среднего боевого участка 6-й дивизии РККА под угрозой оказаться в окружении были вынуждены также отступить. 16 мая была взята станция Веймарн, 17-го — Ямбург, в котором, из-за невозможности вывезти по железной дороге, отступающими было оставлено большое количество военного снаряжения и запасы продовольствия. Местное население поддерживало белых, производило налёты на красные части, портило военное имущество и производило различные диверсии:128.
На правом фланге 6-й дивизии активное наступление белых началось 15 мая, когда с моря в устье реки Луга у деревни Остров был высажен эстонский десант, начавший успешное наступление на села Куземкино и Получье. 18 мая группе войск белых, наступавшей вдоль Балтийской железной дороги удалось захватить станцию Вруда и находившийся там советский бронепоезд. Попытки командования РККА организовать против белых устойчивую линию обороны к положительным результатам не привели, днём 20 мая была сдана станция Волосово, вечером Кикерино. Лишь к 24 мая, с прибытием подкреплений, красным удалось стабилизировать положение фронта, который проходил к этому моменту по линии Долгово — Готобужи — Воронине — Анташи (фронт вновь сформированной сводной Балтийской дивизии); Анташи — Ожогино — Горки — Пульево — Донцы — Большая Дивенка (фронт 6-й дивизии).
Характерной чертой боевых действий был массовый переход красноармейских частей на сторону белых. Самым известным был переход 3-го батальона 3-го пехотного полка 2-й Петроградской особой бригады (состоявшего из кадра Семёновского лейб-гвардии полка):162 — 164.
К этому моменту произошла смена командования корпуса — фактический организатор и руководитель наступления генерал Родзянко формально вступил в должность командующего корпусом, воспользовавшись отъездом полковника Дзерожинского в Ревель. Дзерожинский не стал возражать против своего смещения, не желая стать причиной раскола в воюющем корпусе. По возвращении ему было предложено возглавить средний боевой участок и чин генерал-майора:131.

### Боевые действия на гдовско-псковском направлении
На гдовском направлении, согласно плану белых, действовал отряд С. Н. Булак-Балаховича, который начал наступление из района села Скамья. Малочисленные и не вполне боеспособные отряды красных были вынуждены отступить. Не встречая серьёзного сопротивления, отряд Булак-Балаховича 15 мая занял г. Гдов. Продвигаясь далее в псковском направлении, белые вышли к реке Желча, все мосты на которой уже были взорваны отступившими и занявшими оборону на противоположном берегу частями красных войск. В это время Булак-Балахович получил приказ о переброске одного из его полков (Балтийский полк) на усиление группы графа Палена, действовавшей на ямбургском направлении, так что на этом участке фронта на несколько дней наступило затишье. При эвакуации из Гдова красной Чудской озёрной флотилии, два парохода — «Ольга» и «Ермак» — перешли на сторону белых, обстреляв предварительно позиции красных:130.
21-го мая в губернии и городе было объявлено осадное положение и формирование в помощь фронту добровольческих отрядов коммунистов и членов профсоюзов. Однако переход в ночь на 24-е мая некоторых членов командования 1-й эстонской советской дивизии и двух её полков на сторону белых окончательно предопределил захват Пскова — «получив полную информацию о состоянии и расположении красноармейских частей» 2-я эстонская дивизия под командованием полковника Пускара начала наступление в районе г. Изборск. Ей противостояли малочисленные отряды красноармейцев 10-й дивизии, находившиеся на Псковском боевом участке и насчитывавшие немногим более тысячи штыков (около 500 штыков — 5-й стрелковый полк, около 300 — 6-й эстонский советский полк и около 450 штыков — Псковский коммунистический батальон и ополчение).
В тылу красных вспыхнуло дезертирское[прояснить] восстание, парализовавшее железнодорожное сообщение. 25-го мая, после перехода на сторону противника половины состава 6-го эстонского советского полка, оставшиеся подразделения начали отступление к Пскову. При этом красные эстонские части ещё больше озлобляли местное население, занимаясь неприкрытым грабежом, реквизициями и мародёрством:147.
Бои за город, выражавшийся в артобстрелах позиций противника и стычках броневиков, длились всего несколько часов, глубокой ночью с 25 на 26 мая остатки красноармейских подразделений Псков оставили, утром 26-го в город вошли подразделения 2-й эстонской дивизии. Из докладной записки председателя Псковского губисполкома К. В. Гей:

Город не был сдан, он был предан изменой, что одновременно с бестолковыми распоряжениями командного состава и работой белогвардейских агентов в тылу привело наши части в такое состояние, когда они ни на что более, кроме как на отступление, не были способны.
После оставления Пскова красные войска отступили к городам Остров, Порхов и Дно. 27 мая в район сосредоточения стали подходить резервы (88-й и 89-й стрелковые полки), но немедленное контрнаступление предпринято не было и в последующую неделю среди в частях 10-й дивизии начался массовый переход к белым целых подразделений — рот и батальонов.
29 мая в Псков прибыл отряд Булак-Балаховича, торжественно встреченный местными жителями с духовенством и иконами. 30 мая он издал приказ:

Разбив главные силы противника, пытавшихся прорваться к Пскову, 29 мая я прибыл в город и, согласно приказу главнокомандующего эстонскими войсками и командующего войсками отдельного корпуса Северной армии, принял командование военными силами Псковского района …
К 5 июня фронт на Псковском участке проходил по линии Турья — Замушки — Переростень — Гостибица и Горка, по реке Кебь от села Клин до устья, по рекам Черёха и Великая до Крюково — Сидорово. 11 июня советские войска вышли к селу Феофилова Пустынь, но одновременно были вынуждены отступить с позиций на реках Кебь и Великая.

### Завершение наступления
К концу мая советскому командованию удалось наконец реорганизовать оборону. На линию фронта начали прибывать боеспособные подкрепления, состоящие из идейно крепких отрядов коммунистов, петроградских рабочих и т. п. На 1 июня реввоенсоветом было даже назначено всеобщее наступление, но успеха оно не имело, так как процент боеспособных частей был ещё невелик относительно уставших и морально разложившихся красноармейских частей. Как бы там ни было, но к началу июня паническое бегство советских частей закончилось. Белые войска при своём продвижении местами начали встречать упорное сопротивление:145 — 157.
В то же время, малочисленные белые войска, не имеющие полноценных резервов, столкнулись с новыми проблемами: успех наступления привёл к захвату обширных территорий, линия фронта значительно удлинилась. Имеющиеся в наличии части не могли обеспечить полноценное присутствие по всей его длине. К тому же, удалённость фронта от существующих тыловых баз сильно затруднила снабжение воюющей армии всем необходимым. Перспектива овладения Петроградом летом 1919 года поставила перед белым командованием ещё одну неразрешимую задачу — обеспечить едой голодающее население города. Запасы продовольствия в необходимых количествах у белых весной-летом 1919 года отсутствовали. Так как белые лидеры Северо-запада очень серьёзно относились к этому вопросу, отсутствие запасов продовольствия послужило одной из причин приостановки продвижения в сторону бывшей столицы:316.
В это время (июнь — июль 1919 года) корпус был преобразован в Северо-Западную армию, командование которой было поручено Верховным правителем России герою Кавказского фронта генералу Н. Н. Юденичу. Эти изменения интегрировали белые части, находящиеся в Северо-западной области России, в общий всероссийский фронт борьбы с большевизмом.
К середине июля 1919 года фронт протянулся от Финского залива до реки Кудеб (левый приток реки Великая). Стороны располагали следующими силами: 7-я армия РККА — около 23 000 штыков, Северо-западная армия белых — около 15 000 штыков и 1 500 сабель:224.

## Контрнаступление РККА

### Силы и дислокация сторон
Наступление советских войск было назначено на 1 августа 1919 года. К этому моменту соотношение сил было таковым:
На Нарвском участке::226
- — Действовала «Северная группа» 7-й армии РККА в составе 2-й и 6-й дивизий, общей численностью 23 400 штыков, 600 сабель 438 пулемётов, 101 орудие;
- — Действовали 1-й корпус Северо-Западной армии белых, в составе 12 500 штыков, 300 сабель, 51 пулемёт, 46 лёгких и 14 тяжёлых орудий. На левом берегу р. Луги позиции занимала 1-я эстонская дивизия в составе 6 000 штыков.

На Псковском участке:
- — Действовала «Южная группа» 7-й армии РККА и части правого фланга 15-й армии под командованием А. И. Корка (25 600 штыков и сабель, 103 орудия, 699 пулемётов)[1].
- — Действовали 2-й корпус Северо-Западной армии численностью около 3 500 штыков и 2-я эстонская дивизия численностью около 6 000 штыков.

### Боевые действия
Командующим 7-й армией были поставлены следующие задачи::225
- — Войскам Нарвского участка овладеть Ямбургом и выдвинуться на линию озера Копенское и Бабинское — город Ямбург — реки Луга и Саба — озеро Сяберское.
- — Войскам Псковского участка ликвидировать наметившееся продвижение белых от Пскова на Лугу, а затем совместно с частями 15-й армии занять Псков и очистить от белых район к востоку от Чудского и Псковского озёр.

На Нарвском участке наступление началось 1-го августа. Бои носили упорный и ожесточённый характер. Красные не считались с потерями:227. Пользуясь своим двукратным перевесом, им удалось 5 августа овладеть г. Ямбург. Решающего успеха, однако, наступление не имело. Белым удалось вывести свои войска из-под ударов, отойти на левый берег р. Луга и там закрепиться, действуя совместно с 1-й эстонской дивизией. Линия фронта стабилизировалась по течению р. Луга. В дальнейшем на этом участке установилось относительное затишье.
Войска Псковского участка 7-й армии при поддержке частей 15-й армии перешли в наступление 15 августа. Фронт южнее Псковского озера держала 2-я эстонская дивизия. Красной 10-й стрелковой дивизии удалось удачно продвинуться к городу Изборск, угрожая отходу эстонцев на территорию Эстонии. Эстонская дивизия снялась с фронта и отошла на левый берег реки Великой для ликвидации опасности своего окружения. Этот отход оголил правый фланг 2-го корпуса Северо-Западной армии, направление от Пскова на юго-восток оказалось никем не защищённым.

#### Эпизод с попыткой ареста штаба отряда Булак-Балаховича
В этот момент в рядах белых произошёл эпизод, ещё более ослабивший оборону Пскова. Действия белых войск в Северо-западном районе России в силу ряда причин отличались партизанщиной с момента зарождения белых вооружённых формирований. Особенно отличался «партизанским» образом действий командир одного из подразделений Псковской группы войск С. Н. Булак-Балахович. С подчинением Северо-Западной армии власти Верховного правителя России и назначением последним командующим СЗА генерала Юденича, было естественно более строго относиться к неподчинению приказам, самовольству и пр. В середине августа Булак-Балахович и члены его штаба произвели ряд поступков, потребовавших срочной реакции командования армией. Генерал Юденич потребовал наказать виновных в «беззаконных действиях». Из Нарвы в Псков была послана «карательная экспедиция» для смещения Булак-Балаховича, ареста его и иных лиц, виновных в беззакониях и назначении нового командования. Не желая ослаблять фронт, Булак-Балахович отдал приказание своим частям воздержаться от сопротивления, но сам бежал из-под конвоя в расположение частей 2-й эстонской дивизии, где нашёл прибежище. Несколько человек из чинов штаба были арестованы, по меньшей мере один из них убит, остальные позднее были отпущены:233 — 236.
Этот междоусобный эпизод окончательно подорвал силы белых на данном участке фронта. Красные войска в результате упорных боёв овладели Псковом 26 августа 1919 года:238.
В результате контрнаступления красных войска Северо-Западной армии были отброшены от Петрограда. К началу сентября линия фронта стабилизировалась по рекам Луга и Желча. Белые, однако, не были разгромлены. Их отступление носило планомерный характер:240.

## Итоги и последствия боевой операции

### Военные
- Весеннее наступление Северного корпуса показало всю слабость красной обороны в Северо-западном крае. Руководители Советской России обратили особое внимание на материальное снабжение 7-й армии, измены и низкий уровень её командного состава и идеологическое воспитание рядовых. Боеспособность 7-й армии в результате принятых мер существенно повысилась[2]:239.
- Восстание форта «Красная горка» объективно помогло ликвидировать контрреволюционный заговор в самом Петрограде. Тыл был очищен от заговорщиков, что упрочило положение советской власти в регионе[2]:239.
- Политические разногласия лидеров белого дела с Эстонией, прежде всего в вопросе признания независимости последней, вылились в пассивности эстонских вооружённых сил в борьбе с большевизмом. Русская вооружённая сила, предоставленная сама себе и не получившая никакой материальной помощи от Антанты фактически до конца лета 1919, не смогла победить морально слабого, но многократно превосходящего её численно и материально, противника[2]:239.
- К концу описываемого периода белая армия, находящаяся в непрерывных боях с мая по август, увеличила свою численность в четыре раза за счёт перебежчиков, добровольцев и мобилизации в отвоёванных районах. Армия так и не получила существенной помощи от союзников. Войска были разуты, одеты в лохмотья, современных вооружений и боеприпасов не хватало. К началу августа создалась двухмесячная задолженность с выплатой жалования. Моральный дух в войсках начал падать[2]:278.

### Политические
- Так как Белое дело на Северо-Западе России в силу объективных причин сформировалось не на русской земле, оно не находило опоры среди местного населения и было вынуждено искать поддержку в антибольшевистской борьбе у иностранных государств. Предпринятое весеннее наступление было вынужденным мероприятием местных руководителей белого движения. Оно не было согласовано с общероссийским руководством. Однако наступление в его начальной фазе было настолько удачным, что и Правительство адмирала Колчака, изначально смотревшее на Северный корпус как формирование наёмников на службе у германцев и эстонцев, и руководители Антанты, включили «Северо-западный фронт» в общий фронт всероссийской борьбы с Советами. Финансовая и материальная помощь начала поступать, хоть и в недостаточных размерах, с конца июля 1919 года[2]:238 — 240[11]:301 — 339.
- В то же время правительства молодых независимых государств, отколовшихся от Российской империи, с недоверием относилось к набирающим силы белым формированиям, высшие руководители которых, не скрывая своей цели воссоздания «Единой, великой и неделимой России», не спешили определённо высказаться в пользу сохранения независимости первых, в случае победы Белого дела. Поэтому социал-демократические правительства Эстонии и Финляндии проявляли пассивность, а осенью 1919 года, ведя мирные переговоры с большевистской Россией, и вообще свернули свою помощь Белому делу[2]:238 — 240[11]:301 — 339.

|  |  |  |  |  |

### Научно-исторические исследования
- Корнатовский Н. А. Борьба за Красный Петроград. — Москва: АСТ, 2004. — 606 с. — (Военно-историческая библиотека). — 5000 экз. — ISBN 5-17-022759-0.

- Пухов А. Балтийский флот в обороне Петрограда. 1919 год. — М-Л: Военмориздат НКВМФ СССР, 1939. — 140 с.

- Какурин Н. Е., Вацетис И. И. Глава седьмая. Гражданская война в Прибалтике, на Западном фронте и на подступах к Петрограду // Гражданская война. 1918–1921. — СПб.: ООО «Издательство «Полигон», 2002. — 672 с. — (Великие противостояния). — 5100 экз. — ISBN 5–89173–150–9.

- Цветков В. Ж. Белое дело в России. 1919 г. (формирование и эволюция политических структур Белого движения в России). — 1-е. — Москва: Посев, 2009. — 636 с. — 250 экз. — ISBN 978-5-85824-184-3.

### Мемуары
- Реден Н. Р. Сквозь ад русской революции. Воспоминания гардемарина 1914 — 1919 = The Unmaking of the Russian / Глебовская Л. И.. — Москва: Центрполиграф, 2006. — 287 с. — (Свидетели эпохи). — 4000 экз. — ISBN 5-9524-2000-1.
- д. и. н. Волков, С. В. Белая борьба на Северо-Западе России / Сапожников С. А.. — 1-е изд. — Москва: ЗАО Центрполиграф, 2003. — С. 687. — 348 с. — (Россия забытая и неизвестная. Белое движение.). — 3000 экз. — ISBN 5-9524-0201-1.